# Proleptothorax primitivus
Proleptothorax primitivus — викопний вид мурах з підродини мирміцин, що існував в Європі в еоцені (близько 37 млн років). Описаний у 2018 році з решток, що виявлені у рівненському бурштині з Клесівського кар'єру.